# Halbury
Halbury is een plaats in de Australische deelstaat Zuid-Australië.